# Carlos Ramón González
Carlos Ramón González, né le 11 novembre 1958 à Puente Nacional, est un avocat et homme politique colombien.
Proche du président Gustavo Petro lors de leur engagement commun de guérillero au sein du M-19 depuis les années 1980, il assume la transition de la guérilla vers un parti politique, puis devient l'un des fondateurs et dirigeant historique de l'Alliance verte.

## Biographie

### Études
Carlos Ramón González est né le 11 novembre 1958 à Puente Nacional dans le département de Santander. Il termine ses études secondaires à l'Institut technique industriel de Puente Nacional, obtenant un baccalauréat technique avec une spécialisation en menuiserie.
Il étudie à l'université coopérative de Colombie (es) et obtient un diplôme de droit. Il obtient également un diplôme de Sciences politiques et de résolutions des conflits à l'université de Valle. Il est également diplômé et spécialiste en droit de l'environnement à l'université Externado de Colombie.

### Parcours politique

#### Ralliement à la guérilla M-19
Il devient ensuite étudiant en génie chimique à l'université industrielle de Santander de 1977 à 1979. En 1978, il décide de rejoindre la guérilla du Mouvement du 19 avril (M-19), face à sa situation d'étudiant désespéré à l'époque, comme il le décrit lui-même.
Au sein de la guérilla, il est proche et chargé de la protection du commandant Jaime Bateman Cayón. Il est une figure étudiante du mouvement depuis ses 15 ans et lors de son ralliement armé.

#### Démobilisation vers le militantisme politique et création de l'AD-M19
À la fin des années 1980, il rejoint l'aile politique de la guérilla, plaidant pour une démobilisation, le désarmement et la transformation en un parti politique. Lors de ce ralliement à l'aile politique, il rencontre Gustavo Petro,.
Il participe à la démobilisation de la guérilla et devient membre du nouveau parti politique, nommé Alliance démocratique M-19. Il est candidat lors des élections constituantes de décembre 1990, qui doit donner à la Colombie une nouvelle constitution. Le nouveau parti obtient 19 élus. Il devient conseiller à l'Assemblée constituante.
Quelques mois plus tard, il est élu à la Chambre des représentants lors des élections législatives colombiennes d'octobre 1991 (es) avec l'Alliance démocratique M-19 et dans la circonscription de son département natal Santander.

#### Mandat local à Bucaramanga et présidence de l'AD-M19
Lors des élections régionales en 1994, il est élu conseiller de Bucaramanga pour deux mandats jusqu'en 1998. À cette époque, il est l'un des derniers élus national de l'Alliance démocratique M-19, avec la perte de dirigeants et de l'élan électoral.
En 2002, il assume la présidence du parti déclinant, réussissant à obtenir un siège à la Chambre des représentants lors des Élections législatives colombiennes de 2002 (es).

#### Réappropriation de l'AD-M19 et création d'Option Centre
Selon le politologue Gerardo Martinez, Carlos Ramón González se réapproprie le parti lors de sa présidence, parvenant notamment à sauver son statut juridique en 2002.
Mais également, ce statut juridique lui permet de fonder un parti en novembre 2005, l'Option Centre, qui se réclame du centre et dépasse les clivages traditionnels.
Lors de son congrès fondateur, le parti se réclame du centre-gauche mais souhaite dépasser la question de se positionner en faveur de la gauche ou la droite, adoptant le slogan « En avant ! ». Grâce à son fief électoral à Santander et son envergure nationale personnelle, il parvient à rassembler de puissants hommes politiques au sein du parti.

#### Transformation de son parti vers l'idéologie écologiste et pacifiste

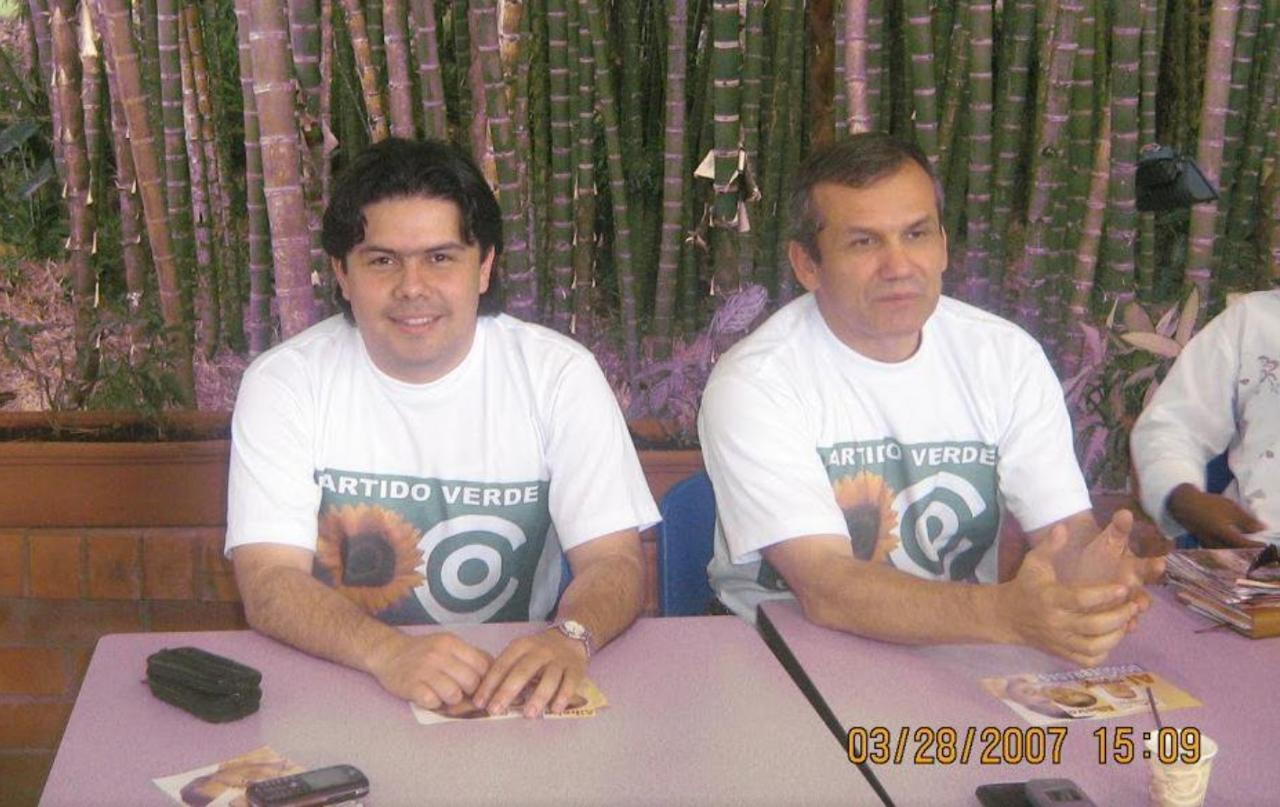
Carlos Ramón González en 2007 (à droite).

En septembre 2007, il modifie le nom de son parti et le renomme « Parti vert Option Centre ». Il fait adhérer le parti aux Verts mondiaux et souscrit aux idées de la Charte de la Terre. À cette époque, l'émergence d'un parti écologiste est un élément nouveau dans le paysage politique colombien.
Lors du changement de nom, une nouvelle direction nationale émerge, composé des dirigeants nationaux tels que Jorge Eduardo Londoño, Rodrigo Romero, Daniel García et Luz Dana Leal. Lors des élections régionales colombiennes de 2007 (es), le parti obtient un résultat significatif, avec deux gouverneurs élus (Boyacá et Cesar), ainsi que 17 maires, 10 députés et 370 conseillers locaux. 

#### Consolidation du Parti vert
En tant que co-président et directeur exécutif, il participe à la consolidation du parti. En septembre 2009, les trois personnalités nationales importantes et maires de Bogota Antanas Mockus, Enrique Peñalosa et Sergio Fajardo rallient le parti.
Le 2 octobre, dans le cadre du cinquième congrès du parti, à caractère extraordinaire, les trois anciens maires prêtent serment comme co-présidents. Lors du même congrès, le nom du parti est changé en « Parti vert », avec l'objectif des élections de 2010. Mais également, le groupe des Jeunes Verts de Colombie est créé, pour rassembler et former les jeunes militants du parti.